# Zwiastowanie (czasopismo)
„Zwiastowanie”. Pismo diecezji rzeszowskiej – urzędowy kwartalnik diecezji rzeszowskiej ukazujący się od 1992 roku.
25 marca 1992 roku w dzień wspomnienia Zwiastowania Najświętszej Maryi Panny została utworzona diecezja rzeszowska, i w nawiązaniu do tej daty, przyjęto tytuł do urzędowego pisma diecezjalnego. 
Pismo jest podzielone na działy:
- Kościół w Świecie – sprawy kościoła powszechnego i działalności stolicy apostolskiej.
- Kościół w Polsce – listy, komunikaty Konferencji Episkopatu Polski.
- Kościół Diecezjalny – listy biskupa rzeszowskiego, komunikaty oraz zarządzenia Kurii.

Dopełnieniem są różne zagadnienia pogrupowane w działy: artykuły, pomoce duszpasterskie, recenzje, wspomnienia pośmiertne, biografie duszpasterzy.